# シービークロス
シービークロス（欧字名:C.B. Cross、1975年5月5日 - 1991年4月17日）は、日本の競走馬、種牡馬。
1977年に中央競馬でデビュー。芦毛の馬体に、後方から鋭い追い込みを見せる姿から「白い稲妻」と称され、金杯（東）、毎日王冠、目黒記念（秋）の3つの重賞を制した。主戦騎手は吉永正人。1983年より種牡馬となり、GI競走3連勝で1988年の年度代表馬に選出されたタマモクロスなどを輩出した。

## 生涯

### 生い立ち
1975年5月5日北海道浦河町の千明牧場分場に生まれる。両親ともに芦毛で、父はフランスのクラシック優勝馬カロなどを出していたフォルティノ。母ズイショウは競走馬時代に吉永が騎乗しており、鋭い差し脚を持っていた。普通の仔馬のように歩けるようになるまで10日を要するなど誕生からしばらくは虚弱だったが、夏から秋にかけて著しく成長。翌1976年3月には群馬県片品村の千明牧場本場に送られ、育成調教に入った。
1977年3月、東京競馬場の松山吉三郎厩舎に入る。慎重に調教を積まれ、11月のデビューとなった。

### 競走馬時代

#### 3 - 4歳（1977 - 78年）
11月6日、東京競馬場の新馬戦で吉永正人を鞍上にデビュー。1番人気に支持されたが、中位から直線で伸びきれず4着となる。続く2戦目で吉永は後方待機策をとり、直線で鋭く伸びたが2着。以後シービークロスは追い込み一辺倒となり、2週連続の出走となった3戦目で先行馬を差し切り初勝利を挙げる。年末には条件戦のひいらぎ賞を制し、翌年のクラシック三冠戦線に向けた有力馬にも挙げられた。
翌1978年は緒戦からオープン競走2戦をともに5着と敗れる。三冠初戦の皐月賞（4月16日）は、ある程度の先行策でなければ勝ち目はないといわれる中山コースで道中最後方から行き、勝ったファンタストから0.7秒差の5着で二冠目の東京優駿（日本ダービー）への優先出走権を得た。日本ダービー（5月28日）でも最後方を進み、最後の直線では追い込んで見せ場を作ったものの、サクラショウリから約4馬身差の7着と敗れた。その後、俗に「残念ダービー」ともいわれる日本短波賞で4着となり、休養に入った。担当厩務員の青木一男によれば、当時のシービークロスはまだ子供の身体つきであったという。
秋は京王杯オータムハンデキャップ3着を経て、三冠最終戦の菊花賞トライアルであるセントライト記念でも3着となり同競走への優先出走権を得る。しかし西下直前に熱発して菊花賞を断念、自己条件戦に回り、3勝目を挙げた。続くダービー卿チャレンジトロフィーではモデルスポートにクビ差及ばず2着。年末にはグランプリ競走である有馬記念に出走したが、10着と敗れシーズンを終えた。

#### 5歳（1979年）
1979年、年頭の金杯（東）から始動。後方から最後の直線でメジロファントムを差し切り、15戦目での重賞初勝利を挙げた。ダービー当時に446kgだった馬体重は470kgまで増えており、吉永は「使いながら馬体重が増えているし、今日は馬の状態がともかく素晴らしかった。今年はなにか一暴れできそうな感じです」と感想を語った。
その後、目黒記念（春）3着、中山記念7着と続いたのち、天皇賞（春）に出走。道中は常の通り最後方を進んだが、周回2周目の第3コーナーから位置を上げ、最終コーナーでは中位で最後の直線に入った。吉永は馬群がばらけると見越して追い込みをかけたが、当てが外れてシービークロスの前には壁ができる形となった。やむなく吉永が外に持ち出すとシービークロスは鋭く伸びたが、勝ったカシュウチカラから1馬身半差の3着と敗れた。吉永は本競走について後年「勝てたレースだった」と振り返り、「ぼくがもう少し早く外に出せていたら……と、悔やまれますね」と述べている。
春のグランプリ、宝塚記念（第20回宝塚記念）では9着となり、夏は休養に充てた。秋は天皇賞（秋）を目標に毎日王冠から始動。道中最後方から最終コーナーで馬場内側から位置を上げると、最後の直線では半ばから外に持ち出して先行勢を交わし、カネミノブに2馬身差をつけて勝利した。走破タイム1分59秒9は同厩・同馬主の先輩馬シービークインの記録を0秒3更新し、東京競馬場の2000メートルで初めて2分を切るコースレコードとなった。吉永は「いつもは展開に左右される馬だが、今日は4コーナーの時点で勝てると思った。それほど馬の気迫が違っていた」と感想を述べた。
続いて出走した目黒記念（秋）では1番人気に支持される。レースでは最後方追走のはるか前方で、逃げ馬のヒダカホーリュウが大逃げを打ち、一時先頭から100メートル以上離された。しかし最後の直線で最内をついて追い込み、ブルーマックスに1馬身半差をつけ重賞2連勝を遂げた。2分32秒2は2500メートルの日本レコードタイムであり、2戦連続のレコード勝利ともなった。この頃からシービークロスには「白い稲妻」の異名が冠されるようになった。吉永は「このまま無事なら天皇賞も楽しみ」と期待を口にしたが、同競走への直前の調教で右前脚に繋靱帯炎を発症し、回避を余儀なくされた。厩務員の青木によればシービークロスは入厩当初から右前脚に負担が掛かりやすく、瞬発力を極限に発揮したことが相当の負担を掛けたのだろうと述べている。なお、天皇賞は前2走で破ったスリージャイアンツが優勝した。

#### 6 - 8歳（1980 - 82年)
翌年2月から調教を再開。4月に中山開催のオープン競走で復帰（3着）したのち西下し、天皇賞（春）に出走。当年は例年開催の京都競馬場が改修工事中のため、直線が短い阪神競馬場での開催となったが、シービークロスは1番人気の支持を受けた。最後方追走から、吉永は周回2周目の第3コーナーより進出を図ったがシービークロスは反応しなかった。最終第4コーナーでようやく反応すると直線では一気の追い込みを見せたが、2～5着が横並びとなった一団に混じってのゴールとなり、勝ったニチドウタローから1馬身半、アタマ、クビ差の4着に終わった。競走後には「京都競馬場なら勝っていた」という声があった一方、後方待機一辺倒の吉永の騎乗について批判的な声も上がった。
競走後、繋靱帯炎の再発のため休養に入り、秋に復帰。オープン競走4着を経て天皇賞（秋）に臨んだが、11頭立ての最下位に沈み、さらに繋靱帯炎の再々発で長期休養に入った。1年5カ月を経て8歳となったシービークロスはオープン競走に出走。6番人気の評価であったが、当年秋に福島記念を勝つネオキーストン以下を差し切り、復帰戦を勝利で飾った。
その後は日経賞への出走を予定していたが、競走当日に三度の繋靱帯炎再発に見舞われて出走を取り消し、これを最後として競走生活から退いた。翌1983年1月16日、中山競馬場において松山厩舎の僚馬モンテプリンスと合同での引退式が行われ、スタンド前で併せ馬を披露した。

### 種牡馬時代
シービークロスの種牡馬入りに際しては一株30万円×50口のシンジケートが組まれた。一部では、種牡馬として大成功しているカロを出したフォルティノの日本での代表産駒ということもあって大物を出す可能性があるとも言われていたが、しかし50株がさばけることはなく、公示10万円の種付け料も名目のみで実際は「酒二升でもいいから」と種付けを依頼するような状況だったともされる。それでも初年度には49頭への種付けを行ったが、当初は「産駒ができたら儲けもの」という程度の感覚で、受胎率の悪い牝馬に付けられることが多かった。
しかし産駒がデビューして活躍馬が続出するとシービークロスの評価は急速に高まり、2年目の産駒シノクロスや初年度産駒のタマモクロスが相次いで重賞を制した直後の1988年初頭には、種付け株が内国産種牡馬で3番目の305万円で取引された。同年にはタマモクロスが天皇賞（春）、宝塚記念、天皇賞（秋）のGI3勝を挙げ、年度代表馬に選出されている。以後も重賞3勝のホワイトストーンなどを輩出し、種牡馬として確固とした評価を得た。
1991年4月17日、シービークロスは馬房で鼻血を出し、首を折って死んでいるところを発見された。同年は60頭との交配が予定されており、前日にも種付けをこなしていた。解剖の結果、脳および内臓全体が黒色腫に冒されており、脳の腫瘍が血管を破裂させて死亡したものと推測されている。黒色腫は普通、外部から判別可能な病気だったが、シービークロスは例外的に内臓のみに症状が広がり、発見することができなかった。繋養されていた新冠農協畜産センターで24日に葬儀が営まれ、同場に墓が建立された。新冠農協畜産センターは2003年をもって閉鎖され、墓は同町内の優駿メモリアルパークに移されている。

## 競走成績
| 年月日 | 年月日 | 年月日 | 競馬場 | 競走名           | 人気 | 着順 | 距離          | タイム  | 騎手     | 斤量 [kg] | 馬体重 [kg] | 勝ち馬 / （2着馬）     |
| ------ | ------ | ------ | ------ | ---------------- | ---- | ---- | ------------- | ------- | -------- | --------- | ----------- | ---------------------- |
| 1977.  | 11.    | 06     | 東京   | 3歳新馬          | 1人  | 04着 | 芝1400m（良） | 01:24.9 | 吉永正人 | 53        | 454         | ダンボ                 |
|        | 11.    | 20     | 東京   | 3歳新馬          | 1人  | 02着 | 芝1200m（良） | 01:12.2 | 吉永正人 | 53        | 452         | ヨシノグランツ         |
|        | 11.    | 27     | 東京   | 3歳新馬          | 1人  | 01着 | 芝1400m（重） | 01:26.2 | 吉永正人 | 53        | 454         | （コビナタコマンダー） |
|        | 12.    | 25     | 中山   | ひいらぎ賞       | 4人  | 01着 | 芝1600m（良） | 01:37.0 | 吉永正人 | 53        | 452         | （カミノアヤメ）       |
| 1978.  | 01.    | 28     | 東京   | 4歳オープン      | 1人  | 05着 | 芝1400m（良） | 01:25.9 | 吉永正人 | 54        | 456         | ヒロノスキー           |
|        | 03.    | 12     | 中山   | 4歳オープン      | 3人  | 05着 | 芝1600m（重） | 01:38.5 | 吉永正人 | 54        | 438         | ユウズミ               |
|        | 04.    | 16     | 中山   | 皐月賞           | 10人 | 05着 | 芝2000m（良） | 02:05.0 | 吉永正人 | 57        | 444         | ファンタスト           |
|        | 05.    | 28     | 東京   | 東京優駿         | 8人  | 07着 | 芝2400m（良） | 02:28.4 | 吉永正人 | 57        | 446         | サクラショウリ         |
|        | 06.    | 25     | 中山   | 日本短波賞       | 3人  | 04着 | 芝1800m（重） | 01:50.1 | 吉永正人 | 55        | 448         | キタノコンゴウ         |
|        | 09.    | 10     | 東京   | 京王杯オータムH  | 3人  | 03着 | 芝1800m（良） | 01:47.6 | 吉永正人 | 54        | 456         | カールスパット         |
|        | 10.    | 10     | 東京   | セントライト記念 | 1人  | 03着 | 芝2400m（良） | 02:27.0 | 吉永正人 | 55        | 458         | サクラショウリ         |
|        | 11.    | 05     | 東京   | 立冬特別         | 1人  | 01着 | 芝1800m（良） | 01:48.7 | 吉永正人 | 54        | 464         | （シバタケル）         |
|        | 11.    | 19     | 東京   | ダービー卿CT     | 1人  | 02着 | 芝1800m（良） | 01:49.2 | 吉永正人 | 52        | 460         | モデルスポート         |
|        | 12.    | 17     | 中山   | 有馬記念         | 13人 | 10着 | 芝2500m（良） | 02:34.6 | 吉永正人 | 54        | 468         | カネミノブ             |
| 1979.  | 01.    | 05     | 東京   | 金杯（東）       | 5人  | 01着 | 芝2000m（良） | 02:00.6 | 吉永正人 | 55        | 470         | （メジロファントム）   |
|        | 02.    | 18     | 東京   | 目黒記念（春）   | 4人  | 03着 | 芝2500m（良） | 02:36.4 | 吉永正人 | 57        | 472         | サクラショウリ         |
|        | 03.    | 11     | 中山   | 中山記念         | 4人  | 07着 | 芝1800m（良） | 01:50.0 | 吉永正人 | 55        | 470         | カネミカサ             |
|        | 04.    | 29     | 京都   | 天皇賞（春）     | 10人 | 03着 | 芝3200m（良） | 03:20.5 | 吉永正人 | 58        | 470         | カシュウチカラ         |
|        | 06.    | 03     | 阪神   | 宝塚記念         | 6人  | 09着 | 芝2200m（良） | 02:13.6 | 吉永正人 | 55        | 464         | サクラショウリ         |
|        | 09.    | 23     | 東京   | 毎日王冠         | 4人  | 01着 | 芝2000m（良） | R1:59.9 | 吉永正人 | 56        | 470         | （カネミノブ）         |
|        | 11.    | 04     | 東京   | 目黒記念（秋）   | 1人  | 01着 | 芝2500m（良） | R2:32.3 | 吉永正人 | 59        | 472         | （ブルーマックス）     |
| 1980.  | 04.    | 06     | 中山   | 5歳以上オープン  | 5人  | 03着 | 芝1800m（良） | 01:54.9 | 国兼浩   | 54        | 476         | スイートネイティブ     |
|        | 04.    | 29     | 阪神   | 天皇賞（春）     | 1人  | 04着 | 芝3200m（良） | 03:19.0 | 吉永正人 | 58        | 474         | ニチドウタロー         |
|        | 10.    | 25     | 東京   | 4歳以上オープン  | 3人  | 04着 | 芝1800m（不） | 01:54.9 | 吉永正人 | 57        | 476         | スイートネイティブ     |
|        | 11.    | 23     | 東京   | 天皇賞（秋）     | 7人  | 11着 | 芝3200m（重） | 03:32.8 | 吉永正人 | 58        | 476         | プリテイキャスト       |
| 1982.  | 04.    | 11     | 中山   | 5歳以上オープン  | 6人  | 01着 | 芝2000m（良） | 02:03.0 | 篠原茂   | 53        | 480         | （ネオキーストン）     |
|        | 05.    | 16     | 東京   | 日経賞           | －   | －   | 芝2500m（良） | 取消    | 吉永正人 | 57        | －          | メジロティターン       |

- 競走名太字は八大競走。
- タイム欄のRはレコード勝ちを示す。

## 主な産駒
- 括弧内は当該馬の優勝重賞競走、太字はGI競走。

中央競馬重賞勝利馬
- タマモクロス（1984年産 1987年鳴尾記念 1988年金杯（西）、阪神大賞典、天皇賞・春、宝塚記念、天皇賞・秋）[11]
- シノクロス（1985年産 1987年京成杯3歳ステークス、テレビ東京賞3歳牝馬ステークス）[12]
- エーコークロス（1986年産 1991年京都大障害・秋）[13]
- ホワイトストーン（1987年産 1990年セントライト記念 1991年大阪杯 1993年アメリカジョッキークラブカップ）[14]
- イナズマクロス（1988年産 1991年クイーンステークス）[15]

地方競馬重賞勝利馬
- ラブリータケシマ（1984年産 1986年ジュニアーゴールデン賞・高知）[16]
- トウケイグランデイ（1986年産 1989年黒潮盃・大井）[17]
- シービーパトリス（1986年産 やいろ鳥賞・高知、RKC杯・高知）[18]

## 血統表
| シービークロスの血統（フォルティノ系 / Pharos5×5ほか） | シービークロスの血統（フォルティノ系 / Pharos5×5ほか） | シービークロスの血統（フォルティノ系 / Pharos5×5ほか） | （血統表の出典）    | （血統表の出典） |
| 父 * フォルティノ Fortino 1959 芦毛                    | 父の父Grey Sovereign 1948 芦毛                         | Nasrullah                                              | Nearco              | Nearco           |
| 父 * フォルティノ Fortino 1959 芦毛                    | 父の父Grey Sovereign 1948 芦毛                         | Nasrullah                                              | Mumtaz Begum        |                  |
| 父 * フォルティノ Fortino 1959 芦毛                    | 父の父Grey Sovereign 1948 芦毛                         | Kong                                                   | Baytown             | Baytown          |
| 父 * フォルティノ Fortino 1959 芦毛                    | 父の父Grey Sovereign 1948 芦毛                         | Kong                                                   | Clang               |                  |
| 父 * フォルティノ Fortino 1959 芦毛                    | 父の母Ranavalo 1954 鹿毛                               | Relic                                                  | War Relic           | War Relic        |
| 父 * フォルティノ Fortino 1959 芦毛                    | 父の母Ranavalo 1954 鹿毛                               | Relic                                                  | Bridal Colors       |                  |
| 父 * フォルティノ Fortino 1959 芦毛                    | 父の母Ranavalo 1954 鹿毛                               | Navarra                                                | Orsenigo            | Orsenigo         |
| 父 * フォルティノ Fortino 1959 芦毛                    | 父の母Ranavalo 1954 鹿毛                               | Navarra                                                | Nervesa             |                  |
| 母 ズイシヨウ 1968 芦毛                                | 母の父* パーソロン Partholon 1960 鹿毛                 | Milesian                                               | My Babu             | My Babu          |
| 母 ズイシヨウ 1968 芦毛                                | 母の父* パーソロン Partholon 1960 鹿毛                 | Milesian                                               | Oatflake            |                  |
| 母 ズイシヨウ 1968 芦毛                                | 母の父* パーソロン Partholon 1960 鹿毛                 | Paleo                                                  | Pharis              | Pharis           |
| 母 ズイシヨウ 1968 芦毛                                | 母の父* パーソロン Partholon 1960 鹿毛                 | Paleo                                                  | Calonice            |                  |
| 母 ズイシヨウ 1968 芦毛                                | 母の母キムラス 1961 芦毛                               | *Turk's Reliance                                       | Turkhan             | Turkhan          |
| 母 ズイシヨウ 1968 芦毛                                | 母の母キムラス 1961 芦毛                               | *Turk's Reliance                                       | Some Anxiety        |                  |
| 母 ズイシヨウ 1968 芦毛                                | 母の母キムラス 1961 芦毛                               | *Royal Deal                                            | His Highness        | His Highness     |
| 母 ズイシヨウ 1968 芦毛                                | 母の母キムラス 1961 芦毛                               | *Royal Deal                                            | Brave Deal F-No.1-t |                  |